# 3wPlayer
3wPlayer е зловредна програма за гледане на AVI-файлове, която инсталира със себе си троянския кон Trojan.Win32.Obfuscated.en. Троянецът застрашава потребителите на операционната система Microsoft Windows.
За да инфектира компютрите, вирусът прилага форма на социално инженерство – привлекателни видео файлове (излезли филми и пр.) се пускат в системите за обмен на файлове. Но тези видео файлове са обработени така, че при гледане с друг плейър показват съобщение, в което потребителите се приканват да изтеглят 3wPlayer, за да могат да видят съдържанието на файла.
3wPlayer е полиморфен (самопроменящ се) компютърен вирус, който ограничава действието на анти-вирусните и другите защитни програми, променя системните файлове, изпраща лична информация на нележани получатели, значително намалява производителността на системата и т.н.
Свързани с него троянци са Divo Codec и DomPlayer.

## Файлове, засегнати от Divo Codec
Divo Codec засяга следните файлове:
1. %ProgramFiles%\3wPlayer\settings.ini
2. %ProgramFiles%\3wPlayer\settings.stp
3. %ProgramFiles%\3wPlayer\SkinCrafterDll.dll
4. %ProgramFiles%\3wPlayer\skins\Stylish.skf
5. %ProgramFiles%\3wPlayer\test.gif
6. %ProgramFiles%\3wPlayer\unins000.dat
7. %ProgramFiles%\3wPlayer\unins000.exe
8. C:\Documents and Settings\All Users\Start Menu\Programs\3wPlayer\3wPlayer.lnk
9. C:\Documents and Settings\*USENAME*\Local Settings\Temp\Temporary Internet Files\Content.IE5\%ProgramFiles%\3wPlayer\3wPlayer.exe
10. C:\Documents and Settings\*USENAME*\Local Settings\Temp\Temporary Internet Files\Content.IE5\%ProgramFiles%\3wPlayer\minime.exe
11. C:\Documents and Settings\*USERNAME*\Application Data\Play About\BatBurnDefault.exe
12. C:\Documents and Settings\*USERNAME*\Application Data\Play About\poke dale mail.exe
13. C:\Documents and Settings\*USERNAME*\Application Data\Play About\wpmhjiea.exe
14. C:\Documents and Settings\*USENAME*\Local Settings\Temp\Temporary Internet Files\Content.IE5\
15. C:\Documents and Settings\*USERNAME*\Application Data\"something stupid"\mp3 roam.exe

В случай, че Divo Codec е бил инсталиран, потребителите могат да изтрият заразените файлове през Windows Safe mode, command mode. Необходима е и проверка в стартовата директория (startup folder) дали няма други файлове на Divo.